# Ружица Беба Павловић
Ружица Беба Павловић (Београд, 15. март 1927 — Београд, 29. септембар 2022) била је српска сликарка и професорка ликовног васпитања у Београду.

## Биографија
Ружица Беба Павловић је 1944. као Скојевка, добровољно отишла на Сремски фронт. На фронту је оболела од плућне туберкулозе. Тиме је рат завршила са статусом ратног војног инвалида. Подвргнута је била лечењу десет послератних година. Након рата, положила је све преостале године средње школе, шести, седми и осми разред, матуру, а потом и Вишу педагошку академију. Предавала је уметност две године, а затим уписала ванредно Академију ликовних уметности. 1967. дипломирала је на Академији ликовних уметности у Београду, у класи професора Зорана Петровића. Била је на студијским путовањима у Италији, Француској, Аустрији и СССР.
За свој допринос у НОБ одликована је 1967. ратним одликовањем – Медаљом заслуга за народ. Поводом седамдесетогодишњице Ослобођења Београда добила је одликовање од Владимира Путина (2014).
Одржала је двадесет седам самосталних изложби и учествовала на око три стотине групних изложби.

## Самосталне изложбе
- Београд (1969, 1971, 1975, 1979);
- Беч (1972);
- Зрењанин (1972);
- Врбас (1980);
- Сомбор (1980);
- Љубљана (1981).

### Ретроспективна изложба
- Ликовна галерија РТС-а, Београд (2019).[5]

## Мишљења критичара
Павле Васић је 1969. у Политици написао:
"Ружица Беба Павловић поседује лепу колористичку осећајност, која у појединим сликама / на пример, у нијансама љубичастог / долази до несумњивог рафинмана."
Миодраг Коларић је написао: 
„Цео сликарски процес Ружице Бебе Павловић има неку драж почетка, драж осећања у настајању, ентузијазма пред новим, драж форме која тек настаје из замишљеног поретка виђених ствари. Зато су сва њена платна у непрекинутом стању раста, у срадозналој отворености материје, у сталом обнављању палате, без оне докончаности која њиховој лепоти и њиховој уметничкој зрелости може да оспори креативност.“ (1975)
"Ружица Беба Павловић је неговала поетски надахнуте портрете и фигуралне композиције у слојевима чисте сликарске материје. Као цртач одликовала се сензибилном линијом са изразито биоморфном функцијом, као и мајсторски сажетом техником. Креће се од неоромантизма до метафизичког приступа форми." (1987)
Алекса Челебоновић је 1984. написао: 
"Беба Павловић уводи у своје слике и логику оријенталних минијатура, где је наглашавање димензије распоређено према значају ствари у причи. Она се, несумњиво, служи и фотографијом, па се у таквим приликама може добро пратити систем деформације, у скретању пажње са оптичких чињеница на психолошке и са чврстих телесних структура на етеричне, лебдеће и јединствене, као да се личности модела концентришу у главама, а затим растачу и преко тела спајају са околином."
Драгослав Срејовић је 1996. написао: 
"Сликарски Ружица Беба Павловић постиже суштину свога доследно ликовног мишљења скраћењем фигуре и њеним одвајањем од подлоге. Та подлога је најчешће зелена, боја снова и хармоније, како називом циклуса указује и сама сликарка. Зелени свет у коме пребивају њене лебдеће фигуре, каткада дариване и крилима, у ренесансној је измаглици настањеној цветовима, дрвећем, свакаквом вегетацијом, а често и другим фигурама. Као да се сликар сновима преселио из XX века у кватроченто. Ликови су наши, то су вечне зелене висине Сирогојна, анђели су то наше вечности, али као свака вечност је свеобухватна и не зна за границе ни времена ни простора."

## Приватно
Ружица Беба Павловић је била ћерка Лазе Марамицина, трговца који је на једном од својих путовања у Пешту и Беч упознао и оженио Шарлоту Пастор, по вероисповести Назаренку из Аустроугарске. Родила му је четири ћерке, од којих је једна била Бебина мајка Ружица, по којој је будућа сликарка и добила име. Ружица је у Београду упознала Бебиног оца Александра Хајдаревића, електроинжењера рођеног у Сарајеву, али пореклом из Стоца.
Ружица Беба Павловић је била удата за др Велибора Павловића, редовног професора хемије на Стоматолошком и Медицинском факултету у Београду.